# Rederijkerskamer van het Heilig Kruis
De rederijkerskamer van het Heilig Kruis werd in 1670 opgericht in Sint-Michiels bij Brugge. Nadat ze in de negentiende eeuw verdwenen was, werd ze in 1954 heropgericht en als rederijkerskamer erkend, onder de oorspronkelijke naam, om na een aantal jaren weer in te sluimeren.

## Geschiedenis
In 1621 bestond een kunstgenootschap in de schoot van de Sint-Sebastiaansgilde van Sint-Michiels. Een poging om als Heilig Kruisgilde erkend te worden bleef zonder gevolg. 
Op 14 november 1670 gaf de Hoofdkamer van de Heilige Geest zijn toestemming tot oprichting in Sint-Michiels van een rederijkersgezelschap. De naam werd Gilde van het Heilig Kruis, met als kenspreuk Slaet d'oog op Christi Kruis.
De oprichters waren Jacob Gheernaert, burgemeester van de heerlijkheid Tillegem, alsook Pieter van Nieukercke, Anton de Keysere, Passchier Mallant en Frans van Barizeele. De gilde vergaderde in het Huis ten Pype, dat toebehoorde aan Jacob Gheernaert. Het eerste reglement werd ondertekend door Jacob Gheernaert, Christiaen Van den Zande, Ghislenus Scheppers, Jan Massier en Joannes Ryckx.
Gheernaert (° Brugge, ca. 1619) was een actief rederijker. In 1661 werd hij door de Hoofdkamer van de Heilige Geest verkozen tot 'Prince van Eere', wat erop wijst dat hij zijn sporen als dichter verdiend had. Ghislenus Scheppers (Brugge, ca. 1630-1684), die de titel van 'stadsdichter van Brugge' droeg, behoorde ook tot de Kamer van de Heilige Geest, waar hij in 1658 was aangesteld als 'Prince van het Vermaeck'. 
De gilde van het Heilig Kruis was druk bevolkt. In het enige overgebleven verslagboek dat over de achttiende eeuw verslag uitbrengt, werden niet minder dan driehonderd namen van leden vermeld - niet allen actieve dichters -, zowel mannen als vrouwen, en telde het bestuur twintig tot dertig leden. Dit bestuur bestond uit een hoofdman, een stadhouder, een deken, twee hofmeesters, een aantal zorgers of bestuursleden, een griffier en een klerk. De levenslange functies van hoofdman en stadhouder werden bekleed door edellieden, terwijl de andere functies jaarlijks herkozen werden.
De oorlogstoestanden op het einde van de zeventiende en het begin van de achttiende eeuw maakten de buitengemeenten rond Brugge onveilig. De rederijkerskamer verplaatste zich dan ook naar de binnenstad en vergaderde in de herberg De Meyboom, aan de oostzijde van de Dweersstraat. Ook nog later in de achttiende eeuw waren er perioden van onveiligheid en weldra vestigde de gilde zich definitief in Brugge, ook al omdat vele van zijn leden in de stad woonden.
In het jaar 1789 lijkt de gilde in moeilijkheden te zijn geraakt en wellicht door de politieke verwikkelingen van de tijd getroffen te zijn geweest. Het jaar daarop nam drukker en krantenuitgever Joseph Bogaert het initiatief de orde te herstellen en gedurende de volgende jaren, onder het Oostenrijkse, Franse en Nederlandse bestuur, bleef de gilde actief onder de naam Kunst en Eendracht, zoals is op te maken uit de vele prijsvragen die werden uitgeschreven voor het schrijven van gedichten op vooraf bepaalde thema's.
De gilde bleef in de Franse tijd zeer actief met het uitschrijven van prijsvragen voor dichtwerk onder de leden. Ze richtte daarbij ook bij herhaling 'landjuwelen' in, waarbij heel wat gelijkgezinde verenigingen naar Brugge afzakten. 
Ook onder het Verenigd Koninkrijk der Nederlanden bleef de gilde actief met het uitschrijven van rederijkersprijskampen. De hoofdman bleef de hele Nederlandse tijd Willem van den Bogaerde de Merlebeke. In 1817 verhuisde de gilde naar de herberg De Kroon of Keizerlijke Kroon in de Predikherenstraat, eigendom van de hoofdman. Er klonk alarm toen een concurrerend op Nederlandse leest geschoeid en zwaar gesubsidieerd gezelschap tot stand kwam onder de naam van Koninklijke Maatschappij voor Vaderlandsche Taal en Letterkunde. Om de bittere pil wat te verzachten werd ook aan de Brugse gilde de titel 'koninklijk' verleend. Het aantal leden van de rederijkerskamer schommelde rond de driehonderd, daar waar de concurrent stagneerde rond het honderdtal leden. De relaties tussen de beide verenigingen bleven desondanks vriendschappelijk. 
Na 1830 trad vermoeidheid in. De laatste prijsvraag die sporen naliet vond plaats in 1835. In 1837 werd een dichtwedstrijd georganiseerd, die werd gewonnen door Pieter Jan Renier. Ook Prudens van Duyse viel in de prijzen. De plechtige prijsuitreiking werd bijgewoond door gouverneur Felix de Mûelenaere en burgemeester Jean-Baptiste Coppieters 't Wallant. De activiteiten verminderden verder. 
In 1844 telde de vereniging nog amper dertig leden. Tegen het einde van het jaar bleven er nog slechts een tiental over. Een paar van de overblijvers wilden de gilde doen heropleven en organiseerden in december 1844 een rederijkerswedstrijd. Ook in de volgende jaren en tot in 1851  werden nog dichtwedstrijden georganiseerd. In 1858 werd nogmaals een dichtwedstrijd georganiseerd die slechts een gering succes kende.
In 1860 werd hetgeen van de gilde overbleef geleid door kunstrechter Joseph Poupaert. Het twintigtal overgebleven leden vergaderde in Café De Kemel in de Wapenmakersstraat. In 1864 werd een laatste dichtwedstrijd georganiseerd. Het is niet zeker dat er inzendingen binnenkwamen. In 1867 was de vereniging vertegenwoordigd in de Commissie voor de oprichting van het standbeeld van Breydel en De Coninck. In 1869 gaf 'Rhetorica' definitief de geest.  
Ondertussen had de rederijker Johannes Ludovicus Van Caster in 1822 een opvolger tot stand gebracht: de maatschappij voor declamatie IJver en Broedermin, die enkele decennia als toneelvereniging actief bleef. Naast IJver en Broedermin kwam er nog een andere concurrent, de in 1841 gestichte toneel- en letterkundige-vereniging Kunstliefde, die een hoge vlucht nam.

## De leiding en de dichters
De leider van de rederijkerskamer was de hoofdman. In 1715 werd de edelman en dichter Jan van Duerne de Damast (1667-1734) tot hoofdman verkozen. Hij was redenaar (of schepen) van het Proosse. In 1776 werd Joannes Rotsart de Hertaing (Brugge, 1735-1784) hoofdman, na zijn dood opgevolgd door Thomas Pulinx de Cappelhoutte (Gent, 1718 - Brugge, 1792).
Willem van den Bogaerde de Merlebeke (Brugge, 1750-1839) was vanaf 1802 de hoofdman tijdens de Franse en Hollandse Tijd, van wat toen Kunst en Eendracht heette. Hij lag aan de  basis van de bloei van de Kamer tijdens die periode. Hij ondersteunde financieel, hij schonk gratis een lokaal in de herberg De Kroon en wendde zijn vele connecties aan in het voordeel van de gilde. Zijn overlijden in januari 1839 betekende een belangrijk verlies voor Rhetorica, zowel financieel als moreel. Ze moesten hun zaal in de Kroon verlaten en een nieuwe plek zoeken in het Keersken, Keersstraat.
Onder de bekende leden-dichters bevonden zich 
- schoenmaker Jan Quicke (1744-1803).
- priester Jan Pieter van Male.
- rechtsgeleerde Joannes Lambrecht (Pollinkhove, 1626 - Brugge, 1690).
- kunstschilder Carolus Maelfeyt (Brugge, 1670-1714).
- zijn zoon kunstschilder Eustachius Maelfeyt (Brugge, ca. 1700-1760).
- kunstschilder Jacobus de Rijcke (Brugge, 1723-1792).
- chirurgijn Frans van Steenkiste (Kortrijk, 1730 - Brugge, 1772).
- Petrus Alleweireldt (Wulveringem,  1739 - Brugge, 1800).
- broeder augustijn Jan-Baptist Baude (Brugge, 1734-1816).
- drukker Joseph Bogaert (Brugge, 1752-1820).
- priester Jan-Baptist Dienberghe (1756-1812).
- Petrus Albertus Priem (1772-1829), ambtenaar.
- Antonius Ysenbrandt (1764-1848), winkelier.

Nog andere leden waren:
- François-Bernard Van den Steene, notaris.
- Auguste Van den Steene, kunstschilder.
- Jan-Frans Bogaert (1779-1844), griffier en drukker-uitgever.
- Petrus Vercruyce (1725-1827), honderdjarige.
- Pierre Simoneau, kostschoolhouder.
- Franciscus Canneel (1767-1842), vishandelaar.
- Josephus Coolman (1737-1812), metselaar.
- Petrus Chaves d'Aguillar (1749-1809), onderwijzer.
- Petrus Farasijn (1750-1815), landbouwer.
- Antonius Van Eeck (°1784).
- Petrus Van Hollebeke (1747-1805), bakker.

## Heroprichting
In 1954 werd het verdwenen toneelgezelschap Den aanhouder wint opnieuw tot leven gewekt. Bij die gelegenheid besliste men bij vroegere tradities aan te sluiten en aan de vereniging de naam te geven van Aloude Rhetorycke Camere van het Heylich Cruys. De vereniging werd als rederijkerskamer erkend door de Soevereine Rederijkerskamer De Fonteine. Onder leiding van apotheker en volkskundige Gerard Franchoo (1919-1991) en van de plaatselijke pastoor A. Verhaeghe vergaderde ze in het kasteel 'Zwanekerke' van de familie Deudon de le Vielleuze en gaf een tijdschriftje uit onder de titel In den Uyl. Ludo Deudon de le Vielleuze (1928-2015) werd Prince van Ere.
In 1956 ontstond onenigheid naar aanleiding van de eerste herverkiezing van het bestuur. Naast politieke gemeentelijke tegenstellingen, liep het geschil over een interpretatie van de statuten, waar het ging over de invulling van het woord "cultuur" dat in de statuten voorkwam. Het zittend bestuur verstond dit als cultuur met een grote 'C' terwijl bij een aantal leden de wens aanwezig was om cultuur 'voor en door het volk' te brengen. Er kwam intern een actiecomité tot stand dat dit standpunt verdedigde. Het zittende bestuur besliste om de zestien leden van dit comité buiten te gooien en op 28 mei 1956 ontvingen ze een aangetekend schrijven met betekening van hun uitsluiting. 
Op 16 juni 1956 vergaderden de uitgesloten leden op het gemeentehuis van Sint-Michiels en onder het patroonschap van burgemeester Michel Van Maele stichtten ze de Kunst- en Ontspanningskring Retorika Sint-Michiels, die in 1960, ondanks de tegenstand vanwege het Heilig Kruis, door de Soevereine Hoofdkamer De Fonteine erkend werd als de Rederijkerskamer Gezellen van de Heilige Michiel.
Hoewel de Kamer van het Heilig Kruis het grootste deel van zijn meest dynamische leden was verloren, ging hij toch door. In 1958 schreef hij een wedstrijd uit voor het Nederlandstalige lied of 'chanson' en in 1959 voor 
'dialogen' en 'alleenspraken'. Het succes was niet zeer groot.
De Kamer liet in de volgende jaren nog nauwelijks van zich horen en stierf weldra een stille dood.